# 8 Armia (Imperium Rosyjskie)
8 Armia (ros. 8-я армия) – związek operacyjny Armii Imperium Rosyjskiego w okresie I wojny światowej.
Dowództwo i sztab polowy 8 Armia utworzono w sierpniu 1914 roku na bazie kijowskiego Okręgu Wojskowego. Rozformowana w początku 1918.  W okresie I wojny światowej była w składzie Frontu Południowo-Zachodniego od lipca 1914 do sierpnia 1917 i w składzie Frontu Rumuńskiego od sierpnia 1917 do początku 1918.

## Skład
- 1 Korpus Gwardii Imperium Rosyjskiego od 1 – 15.09.1916;
- 2 Korpus Gwardii Imperium Rosyjskiego od 1 – 15.09.1916;
- 1 Korpus Armijny Imperium Rosyjskiego od 20.06.1916;
- 5 Korpus Armijny Imperium Rosyjskiego od 1 – 15.09.1916;
- 7 Korpus Armijny Imperium Rosyjskiego od 12.08.1914, 23.01 – 19.08.1915;
- 8 Korpus Armijny Imperium Rosyjskiego od 2.08.1914 – 15.09.1916;
- 11 Korpus Armijny Imperium Rosyjskiego od 1.10.1916 – grudzień 1917;
- 12 Korpus Armijny Imperium Rosyjskiego od 2.08.1914 – 23.01.1915; 4.05 – 1.11.1915, 8.08 – 23.07.1917;
- 16 Korpus Armijny Imperium Rosyjskiego od 8.06 – grudzień 1917;
- 17 Korpus Armijny Imperium Rosyjskiego od 28.02.1915 – 3.04.1916;
- 18 Korpus Armijny Imperium Rosyjskiego od 1.10.1916 – 16.06.1917;
- 21 Korpus Armijny Imperium Rosyjskiego od 4.05.1915;
- 22 Korpus Armijny Imperium Rosyjskiego od 23.01 – 28.02.1915;
- 23 Korpus Armijny Imperium Rosyjskiego od 20.06 – 10.08.1916, 1.10.1916 – grudzień 1917;
- 24 Korpus Armijny Imperium Rosyjskiego od 2.08.1914 – 23.01.1915; 15.12.1915 – 1.02,1916;
- 28 Korpus Armijny Imperium Rosyjskiego od 2.04 – 4.05.1915;
- 30 Korpus Armijny Imperium Rosyjskiego od 1.09.1915 – 1.07.1916;
- 32 Korpus Armijny Imperium Rosyjskiego od 5.12.1915 – 21.05.1916;
- 33 Korpus Armijny Imperium Rosyjskiego od 23.07 – grudzień 1917;
- 39 Korpus Armijny Imperium Rosyjskiego od 19.08.1915  – 11.09.1916;
- 40 Korpus Armijny Imperium Rosyjskiego od 2.10.1915 – 11.09.1916;
- 46 Korpus Armijny Imperium Rosyjskiego od 1.06.1916;
- 4 Syberyjski Korpus Armijny Imperium Rosyjskiego od 1 – 11.09.1916;
- 5 Syberyjski Korpus Armijny Imperium Rosyjskiego od 20.06.1916;
- 2 Korpus Kawaleryjski Imperium Rosyjskiego od 23.06 – grudnia 1917;
- 4 Korpus Kawalerii Imperium Rosyjskiego od 1.06 –10.07.1916;
- 5 Korpus Kawalerii Imperium Rosyjskiego od 1.09.1915 –15.10.1916;
- Zborny Korpus Kawalerii Imperium Rosyjskiego od 12.08 – 18.10.1915;

## Dowódcy 8 Armii
| Stopień           | Nazwisko            | Okres                    |
| ----------------- | ------------------- | ------------------------ |
| Generał kawalerii | Aleksiej Brusiłow   | 28.07.1914 - 17.03.1916; |
| Generał kawalerii | Aleksiej Kaledin    | 23.03.1916 - 29.04.1917; |
| Generał piechoty  | Ławr Korniłow       | 29.04.1917 - 10.07.1917; |
| Generał lejtnant  | Władimir Czeremisow | 11.07.1917 - 25.07.1917; |
| Generał lejtnant  | Michai Sokownin     | 30.07.1917 - 17.10.1917; |
| Generał lejtnant  | Nikołaj Junakow     | 18.10.1917 - 21.12.1917; |